# دوري كازاخستان الممتاز 1997
دوري كازاخستان الممتاز 1997 (الروسية: Чемпионат Казахстана по футболу 1997) هو الموسم 6 من دوري كازاخستان الممتاز. أقيم خلال الفترة 12 أبريل 1997 وحتى 13 أكتوبر 1997، وأشرف على تنظيمه الاتحاد الآسيوي لكرة القدم، وكان عدد الأندية المشاركة فيه 14، وفاز فيه نادي إيرتيش بافلودار.